# Penso (canção)
"Penso" é uma canção da cantora brasileira Ivete Sangalo, presente em seu terceiro álbum de estúdio, Festa (2001). A canção pop, escrita por Gigi e Fabio O'Brian, foi lançada como segundo single oficial do álbum em junho de 2002. Mesmo não tendo alcançado o sucesso estrondoso de "Festa", e sem contar com um videoclipe para ficar mais popular, "Penso" conquistou mais um Top 20 para Sangalo nas paradas de sucesso.

## Composição e letra
"Penso" foi escrita por Gigi e Fábio O'Brian, sendo a primeira vez que Sangalo trabalhou com Gigi, que viria a escrever muitos singles futuros da cantora. "Penso" é uma canção pop, que conta a história de um amor adolescente, onde Sangalo canta, "Penso naquele menino a cada manhã, penso naquele menino em toda estação, Penso na mesa do bar, vendo a televisão, penso..." No refrão, Ivete canta, "Penso nele todo dia, ele é minha alegria." No meio da canção, Sangalo continua contando a história, "E quando ela chegou na cidade ele "tava" lá na estação esperando por ela. E ai foram tantos beijos de amor, tantos abraços, que ela não acreditava que era tão feliz."

## Divulgação
Para promover a canção, Ivete foi aos programas de televisão Hebe, Altas Horas (onde alterou a letra da música, fazendo uma homenagem ao apresentador Serginho Groisman), entre outros lugares. A canção fez parte apenas das Turnês Festa (2002-03) e Live Experience, e não foi muito cantada por Sangalo. "Penso" entrou nas compilações Novo Millenium: Ivete Sangalo de 2005 e Sem Limite de 2008. Apenas no dia 22 de agosto de 2009, a canção foi postada separadamente do álbum como um single no iTunes, sendo utilizada a capa do álbum para a capa digital do single.
Em 2018, a canção foi interpretada durante a gravação de seu álbum ao vivo Live Experience, no estádio Allianz Parque em São Paulo; entretanto, a apresentação não foi incluída no alinhamento final do disco.